# Epistrophe rectistrigata
Epistrophe rectistrigata är en tvåvingeart som beskrevs av Huo 2006. Epistrophe rectistrigata ingår i släktet brynblomflugor, och familjen blomflugor. Inga underarter finns listade i Catalogue of Life.